# イミテイション・ゴールド
「イミテイション・ゴールド」は、山口百恵の楽曲。1977年7月1日に18枚目のシングルとして発売された。発売元はCBSソニー。

## 概要
前作『夢先案内人』より3か月ぶりのリリース。表題曲の「イミテイション・ゴールド」は、サスペンスの様な低音のフレーズで始まるイントロが印象的な曲。歌番組やステージ等での歌唱披露時は、4人組の女性コーラス・グループ「サクセス」をバックダンサーに従えていた。
アルバム『GOLDEN FLIGHT』には、シングルバージョンよりもロック調にリアレンジされた音源で収録された。
1977年末の『第28回NHK紅白歌合戦』に4年連続4回目の出場を果たし、当曲の歌唱を披露した。

## 収録曲
| 全作詞: 阿木燿子、全作曲: 宇崎竜童、全編曲: 萩田光雄。 |                              |          |            |      |
| #                                                      | タイトル                     | 作詞     | 作曲・編曲 | 時間 |
| 1.                                                     | 「イミテイション・ゴールド」 | 阿木燿子 | 宇崎竜童   | 3:20 |
| 2.                                                     | 「花筆文字」                 | 阿木燿子 | 宇崎竜童   | 2:30 |
| 合計時間:                                              | 合計時間:                    | 5:50     |            |      |

## リリース履歴
| 発売日        | 規格  | 規格品番  | 備考                                                                                         |
| ------------- | ----- | --------- | -------------------------------------------------------------------------------------------- |
| 1977年7月1日  | EP    | 06SH 182  |                                                                                              |
| 1979年9月21日 | EP    | 06SH 593  | 「GOLDEN SINGLE」 B面には夢先案内人を収録                                                    |
| 1989年3月21日 | 8cmCD | 10EH 3181 | 「Platinum Single SERIES」の一環で発売されたシングル『夢先案内人』のカップリング曲として収録 |

## カバー

### TAK MATSUMOTO featuring 倉木麻衣によるカバー
2003年にギタリスト松本孝弘（B'z）によってカバーされた。ボーカリストは、松本の中で当初より構想があった倉木麻衣が起用された。
カップリング曲としてカルメン・マキ&OZのカバー曲「私は風」が収録され、こちらにはボーカリストとして中村由利が参加している。原曲が約12分にも及ぶ長編のため、ソロギタープレイ・曲間のイントロなどを大幅に省略しているが、それでも7分を超える長さになっている。なお、松本はかつてカルメン・マキ&OZのサポートメンバーとして参加しており、この曲を演奏した経験がある。
シングルは、2003年10月8日にカバー・アルバム『THE HIT PARADE』からの先行シングルとして発売された。オリコン週間シングルランキングでは初登場1位を獲得し、松本孝弘ソロとしては初の首位を獲得したシングルとなった。

#### 収録曲
| #         | タイトル                                                       | 作詞                  | 作曲      | 編曲      | 時間  |
| --------- | -------------------------------------------------------------- | --------------------- | --------- | --------- | ----- |
| 1.        | 「イミテイション・ゴールド」(TAK MATSUMOTO featuring 倉木麻衣) | 阿木燿子              | 宇崎竜童  | 徳永暁人  | 3:45  |
| 2.        | 「私は風」(TAK MATSUMOTO featuring 中村由利)                   | Maki Annette Lovelace | 春日博文  | 徳永暁人  | 7:18  |
| 3.        | 「イミテイション・ゴールド」(VOCAL LESS)                       |                       |           |           | 3:48  |
| 4.        | 「私は風」(VOCAL LESS)                                         |                       |           |           | 7:14  |
| 合計時間: | 合計時間:                                                      | 合計時間:             | 合計時間: | 合計時間: | 22:05 |

#### 参加ミュージシャン
- 松本孝弘：ギター、全曲編曲
- 徳永暁人：ベース
- 山木秀夫：ドラム(#2)
- 小野塚晃：アコースティックピアノ・Hammond B-3(#2)
- 中村由利：コーラス(#2)

#### 収録アルバム
- THE HIT PARADE（#1,2）

### その他のアーティストによるカバー
- 1977年 - 荒木由美子 『ヴァージン・ロード/渚でクロス』
- 1984年 - 中森明菜 「夜のヒットスタジオ」（10月8日放送回）にて歌唱。
- 1989年 - もんたよしのり　ノエビア「コスメティック　ルネッサンス '89 （夏・秋）」CMソング[9]
- 1994年 - 宇崎竜童 『しなやかにしたたかに女たちへ パート2』（セルフカバー）
- 1997年 - 丸美屋「料亭のお茶漬け」テレビCMで替え歌として使われた。
- 2004年 - 宇崎竜童 『哀愁のフォービート』（セルフカバー）
- 2005年 - アン・ルイス 『山口百恵トリビュート Thank You For…part2』
- 2014年 - NICO Touches the Walls 『ローハイド』
- 2017年 - 三浦祐太朗 『I'm HOME』（百恵の子息・長男）[10][11]
- 2023年 - 雨宮天 『COVERSⅡ -Sora Amamiya favorite songs-』

## 関連作品
- イミテイション・ゴールド
  - THE BEST プレイバック
  - Again 百恵 あなたへの子守唄
  - 33 SINGLES MOMOE
  - 山口百恵ベスト・コレクション
  - 百恵復活
  - 百恵クライマックス
  - 百惠辞典
  - 山口百惠ベスト・コレクションII 〜いい日旅立ち〜
  - ベスト・セレクション Vol.1
  - GOLDEN J-POP/THE BEST 山口百惠
  - 2000 BEST 山口百恵 ベスト・コレクション
  - GOLDEN☆BEST 山口百恵 PLAYBACK MOMOE part2
  - 山口百恵ベスト・コレクション VOL.2
  - MOMOE PREMIUM update
  - Complete MOMOE PREMIUM
  - コンプリート百恵伝説
  - GOLDEN☆BEST 山口百恵 コンプリート・シングルコレクション

- イミテイション・ゴールド （ライブ音源）
  - MOMOE IN KOMA
  - 百恵ちゃんまつり'78
  - 伝説から神話へ -BUDOKAN…AT LAST-
  - MOMOE LIVE PREMIUM

- イミテイション・ゴールド （ニューアレンジ＆ボーカル別テイク）
  - 百恵回帰
  - コンプリート百恵回帰

- IMITATION GOLD（ロンドン録音版）
  - GOLDEN FLIGHT
  - MOMOE PREMIUM
  - Complete MOMOE PREMIUM

- 花筆文字
  - 花ざかり
  - 百惠辞典
  - MOMOE PREMIUM
  - Complete MOMOE PREMIUM